# Eulalia Guzmán
Eulalia Guzmán (San Pedro Piedra Gorda, Zacatecas, 12 de febrer de 1890-Ciutat de Mèxic, Mèxic, 1 de gener de 1985) va ser una mestra i arqueòloga mexicana.

## Estudis
- El 1926 es va especialitzar en Ciències d'Educació a Alemanya.
- El 1930 es va titular de Mestra en Filosofia a la Universitat Nacional de Mèxic.

## Arqueologia
- Es va iniciar com a assistent d'Antonio Caso en els treballs de l'exploració de Muntanya Albán.
- El 1934 va ser nomenada Cap del Departament d'Arqueologia del Museu Nacional i va recórrer part de la Mixteca Alta.
- De 1937 a 1940 la Secretaria d'Educació Pública li va encarregar localitzar informació de l'època prehispánica de Mèxic en les universitats i biblioteques europees.
- El 1942 va realitzar diverses exploracions en Chiapas.

## Les restes de Cuauhtemoc[3]
De 1942 a 1951, Eulalia Guzmán va estar a càrrec de la recerca en Ixcateopan, Guerrero, sobre les presumptes restes del huey tlatoani mexica Cuauhtémoc, donant com a conclusió que les restes oposades sota l'església pertanyien a Cuauhtémoc, pressionada pel govern mexicà. Recerques posteriors han denotat que les restes pertanyien a vuit individus i el crani és femení.